# Bulbophyllum leptosepalum
Bulbophyllum leptosepalum là một loài phong lan thuộc chi Bulbophyllum.